# Wu Xueqian
Wu Xueqian , chino simplificado: 吴学谦, chino tradicional: 吳學謙, pinyin: Wú Xuéqiān, (* Shanghái, 1921 - Pekín, 2008) fue un político y diplomático chino y desde 1982 hasta el 1988 ocupó el cargo de Ministro de Asuntos Exteriores de la República Popular China.

## Biografía
Wu Xueqian nació en Shanghái, el 19 de diciembre de 1921. Qian se unió al Partido Comunista de China en 1939. Fue miembro del XIII Buró Político del Comité Central del Partido Comunista de China desde 1987 hasta 1992.
Falleció en Pekín, el 4 de abril del 2008.